# Alf Hurum
Alf Thorvald Hurum (né le 21 septembre 1882 à Oslo – mort le 15 août 1972 à Honolulu où il s'était installé en 1934) est un compositeur et peintre norvégien. Il a été l’élève de Max Bruch à Berlin.

## Œuvres
Piano
- Impressions
- Aquarelles

Suite symphonique
- Suite norroise